# Mecophilus neopus
Mecophilus neopus är en mångfotingart som beskrevs av Filippo Silvestri 1909. Mecophilus neopus ingår i släktet Mecophilus och familjen Aphilodontidae. Inga underarter finns listade i Catalogue of Life.